# Клуб Францискен
Футбольний клуб «Клуб Францискен» (фр. Club Franciscain) — мартинікський футбольний клуб із міста Франсуа. Клуб був заснований у 1936 році, та проводить домашні матчі на стадіоні «Комплекс Спортіф де Тріанон» місткістю 5 тисяч глядачів. Клуб грає у вищому дивізіоні чемпіонату Мартиніки, та є найтитулованішим клубом острова, вигравши 20 чемпіонатів Мартиніки, а також 19 разів вигравав Кубок Мартиніки. Клуб також 6 разів вигравав Кубок Утремер, який розігрується між представниками французьких заморських територій.

## Титули і досягнення
- Чемпіон Мартиніки (20): 1970—1971, 1993—1994, 1995—1996, 1996—1997, 1998—1999, 1999—2000, 2000—2001, 2001—2002, 2002—2003, 2003—2004, 2004—2005, 2005—2006, 2006—2007, 2008—2009, 2012—2013, 2013—2014, 2016—2017, 2017—2018, 2018—2019, 2023—2024
- Володар Кубка Мартиніки (19): 1954, 1969, 1986, 1987, 1990, 1998, 1999, 2001, 2002, 2003, 2004, 2005, 2007, 2008, 2012, 2018, 2020, 2022, 2024
- Володар Кубка Утремер (6): 1994, 1997, 2001, 2003, 2006, 2007
- Володар Caribbean Club Shield (1): 2018